# Гузь Олександр Миколайович
Гу́зь Олекса́ндр Микола́йович (нар. 29 січня 1939) — видатний український учений та організатор науки, засновник наукової школи в галузі лінеаризованої механіки деформівних тіл і суміжних напрямів, академік Національної академії наук України (1978), член Академії Європи (Academia Europaea, London) (1992) та Європейської академії наук (European Academy of Sciences, Brussels) (2002), доктор технічних наук (1965), професор (1969), багаторічний директор Інституту механіки ім. С.П. Тимошенка НАН України (1976–2022), лауреат Державної премії СРСР (1985), двічі лауреат Державної премії України в галузі науки і техніки (1979, 1988), заслужений діяч науки і техніки України (2016), лауреат Золотої медалі ім. В.І. Вернадського НАН України (2014), премій імені видатних учених НАН України: імені О.М. Динника (1979), імені М.К. Янгеля (1983), імені С.П. Тимошенка (2000), імені Г.С. Писаренка (2014), імені В.М. Глушкова (2016), імені О.К. Антонова (2017).

## Біографія
Народився у м. Ічня Чернігівської області УРСР.
1956 року закінчив місцеву середню школу №5.
1961 року з відзнакою закінчив механіко-математичний факультет Київського державного університету імені Т.Г. Шевченка (нині – Київський національний університет імені Тараса Шевченка).
1962 року захистив кандидатську дисертацію з теми «Наближені розв’язки задач концентрації напружень навколо отворів в ізотропних і ортотропних оболонках».
1965 року захистив докторську дисертацію з теми «Тонкі пружні оболонки, ослаблені отворами», ставши наймолодшим (26-річним) доктором наук у СРСР. Це вдруге за всю — більш як сторічну — історію Інституту механіки ім. С.П. Тимошенка НАН України докторський ступінь здобув дуже молодий науковець (першим — 1930 року — став Микола Боголюбов, майбутній академік, усесвітньо відомий учений — механік, математик і фізик).
1969 року став професором.
1973 року обраний членом-кореспондентом АН УРСР.
1978 року обраний дійсним членом (академіком) АН УРСР.
Усе життя працює в Інституті механіки ім. С.П. Тимошенка НАН України: у 1960–1967 роках — на посадах інженера, аспіранта, старшого наукового співробітника; у 1967–2023 роках — завідувач відділу; у 1976–2022 роках — директор інституту; від 2022 року — радник при дирекції інституту. У 1983–1988 роках одночасно був академіком-секретарем Відділення механіки НАН України.

## Науковий внесок
Основні наукові результати О.М. Гузь отримав у галузі механіки деформівного твердого тіла і механіки суцільних середовищ. О.М. Гузя та бельгійця Моріса Біо (Maurice A. Biot, 1905–1985) вважають основоположниками лінеаризованої механіки деформівного твердого тіла. Науковий доробок О.М. Гузя та його учнів у цій галузі узагальнено в 40 монографіях. Він зробив суттєвий внесок у розвиток таких наукових напрямів:
- тривимірна теорія стійкості деформівних тіл;
- теорія поширення та дифракції пружних хвиль у багатозв’язних тілах і тілах із початковими напруженнями;
- концентрація напружень біля отворів в оболонках;
- неруйнівні методи визначення напружень у твердих тілах;
- механіка композитних матеріалів і елементів конструкцій з них;
- аерогідропружність;
- некласичні проблеми механіки руйнування;
- механіка гірничих порід;
- динаміка в’язкої стисливої рідини;
- механіка нанокомпозитів.

О.М. Гузь — автор 76 монографій (з них 22 без співавторів) і близько 1000 наукових публікацій (зокрема понад 400 без співавторів).
Однією з новацій, що їх запровадив Олександр Гузь на посаді директора Інституту механіки ім. С.П. Тимошенка НАН України, стало узагальнення одержаних в інституті результатів фундаментальних досліджень у багатотомні колективні монографії. Як редактор, він організував видання (і особисто підготував низку томів) таких ґрунтовних праць:
- «Методы расчета оболочек» (Методи розрахунку оболонок) у 5 томах (1980–1982);
- «Механика композитных материалов и элементов конструкций» (Механіка композитних матеріалів і елементів конструкцій) у 3-х томах (1982–1983);
- «Трехмерные задачи теории упругости и пластичности» (Тривимірні задачі теорії пружності та пластичності) у 6-ти томах (1984–1986);
- «Механика связанных полей в элементах конструкций» (Механіка зв’язаних полів в елементах конструкцій) у 5-ти томах (1987–1989);
- «Неклассические проблемы механики разрушения» (Некласичні проблеми механіки руйнування) у 4-х томах (1990–1994);
- «Механика композитов» (Механіка композитів) у 12-ти томах (1993–2003);
- «Advances of Mechanics» (Успіхи механіки) у 6-ти томах (2005–2011);
- «Сучасні проблеми механіки» у 3-х томах (2016–2018).

## Науково-організаційна та науково-педагогічна діяльність
О.М. Гузь від 1976 до 2022 року був директором провідної наукової установи України в галузі механіки — Інституту механіки ім. С.П. Тимошенка НАН України, від 2022 року й досі є радником при дирекції цього інституту. Створив і у 1967–2023 роках був завідувачем відділу динаміки та стійкості суцільних середовищ інституту. В 1983–1988 роках очолював новостворене в структурі АН УРСР Відділення механіки. Є головним редактором міжнародного наукового журналу «Прикладна механіка», який видавництво “Springer” перекладає та публікує за кордоном під назвою “International Applied Mechanics”.
О.М. Гузь підготував цілу плеяду вчених-механіків, зокрема 40 докторів наук і понад 100 кандидатів наук. Серед його учнів — троє академіків НАН України (В.Л.  Богданов, В.Д. Кубенко, В.М. Назаренко) й академік НАН Азербайджану (Г.Г. Кулієв), а також троє членів-кореспондентів НАН України (Ю.М. Неміш, І.С. Чернишенко, М.О. Шульга) та член-кореспондент НАН Азербайджану (С.Д. Акбаров).

## Відзнаки
Здобутки О.М. Гузя в науковій, науково-організаційній та науково-педагогічній діяльності відзначено багатьма українськими і міжнародними нагородами. Він є лауреатом:
- найвищої наукової відзнаки НАН України — Золотої медалі імені В.І. Вернадського (2014);
- Державної премії СРСР (1985);
- Державної премії УРСР (1979, 1988);
- іменних премій НАН України (1979, 1983, 2000, 2014, 2016, 2017);
- премії Ленінського комсомолу для молодих учених (1967);
- премії Ленінського комсомолу України для молодих учених (1973);
- медалі Блеза Паскаля Європейської академії наук (2008);
- медалі Міжнародної конференції з обчислювальної і експериментальної інженерії та науки (International Conference on Computational and Experimental Engineering and Sciences — ICCES) «За досягнення впродовж життя» (2012);
- диплома якості та європейської золотої медалі Європейської науково-промислової палати (European Scientific-Industrial Chamber) за високу якість управління інститутом (2013).

О.М. Гузю присуджено почесне звання «Заслужений діяч науки і техніки України» (2016). Його нагороджено орденами князя Ярослава Мудрого V ступеня (2008), «За заслуги» III ступеня (1998), орденами та медалями СРСР.
О.М. Гузь — член Академії Європи (Academia Europaea, London), Нью-Йоркської академії наук (Fellow of the New York Academy of Sciences), Європейської академії наук (European Academy of Sciences, Brussels), а також має звання Fellow of the World Innovation Foundation (London).